# Cristian Campestrini
Cristian Daniel Campestrini Ciladi (San Nicolás de los Arroyos, 16 de junho de 1980) é um futebolista argentino que atua como goleiro. Atualmente joga no Barnechea.

## Carreira em clubes
Começou jogando na equipe profissional do Rosario Central durante a temporada 2001-02, e na temporada seguinte se transferiu para o Argentino de Rosario. Logo depois jogou na série B do Nacional pelo Ferro Carril Oeste.
Na temporada 2004-05 foi goleiro titular do Tigre, onde sagrou-se campeão da Primeira B Metropolitana e conquistou o acesso à Primeira B Nacional. Logo após sua passagem pelo Tigre, ele se transferiu para o Almirante Brown (clube pelo qual o goleiro é torcedor assumido), sagrando-se novamente campeão da Primeira B Metropolitana e conseguiu seu 2º acesso. Em 2008 chegou ao Arsenal de Sarandí onde disputou a Recopa Sul-Americana de 2008 contra o Boca Juniors como substituto do titular Mario Cuenca, que se machucou. Após vencer o Torneio Clausura de 2012, o goleiro cumpriu uma promessa que havia feito caso o Arsenal levasse o título: andou 245 quilômetros a pé até San Nicolás de los Arroyos, sua cidade natal.
Jogou também por Olimpia, Puebla, Chacarita Juniors, Dorados de Sinaloa, Everton, Celaya e Cancún, sendo anunciado em 2022 como novo jogador do Barnechea, equipe da segunda divisão chilena.

## Seleção Argentina
Pela Seleção Argentina, Campestrini estreou em maio de 2009, num amistoso contra o Panamá, e sua última partida foi contra a Costa Rica, em janeiro de 2010.

## Títulos
Arsenal de Sarandí
- Campeonato Argentino: Clausura 2012

Puebla
- Supercopa MX: 2015